# 第4回日本女子サッカーリーグ
第4回日本女子サッカーリーグ(JLSL)は、前年同様10チーム2回戦総当たりで行われた。

## 概略
前期と後期という表記がされているが実際には1ステージ制であり、成績も通年のみである。また開催時期が1992年6月から11月までとなり、初めて年越しのないシーズンとなった。
外国人選手の登録が活発となり、アメリカ合衆国やノルウェーなど欧米からの加入もあって、日本女子サッカーのレベルアップに貢献した。なおこの年から下部リーグの「JLSLチャレンジリーグ」が開催され、同リーグ1位のチームはJLSL最下位チームとの入れ替え戦に参加することになった。またシーズンオフには「バレンタインサッカーフェスティバル」として第1回JLSL東西対抗戦が行われた。

## 競技方法
- 開催期間：1992年6月6日‐11月15日
- 試合時間：80分（40分ハーフ）で延長なし
- 順位：

1.勝点（勝利2点、引分1点、敗戦0点）
2.ゴールディファレンス（得失点差）
3.総得点
4.総失点(より少ない方)
5.直接対決の成績
6.順位決定戦: 80分（40分ハーフ）で決着しないときは20分（10分ハーフ）を行い、それでも決まらないときは再延長
- 選手登録：外国籍選手は4名までとする。ただし、試合開始前のメンバー提出時に登録できる人数は交代要員を含めて3名までとする。

## 参加チーム
| チーム名                                     | 本拠地         | 前年成績 | 備考                                     |
| -------------------------------------------- | -------------- | -------- | ---------------------------------------- |
| 日興證券女子サッカー部ドリームレディース     | 千葉県八千代市 | 4位      |                                          |
| 新光精工FCクレール                           | 東京都小平市   | 7位      |                                          |
| 読売日本サッカークラブ女子ベレーザ           | 東京都稲城市   | 優勝     | 読売サッカークラブ女子・ベレーザから改称 |
| 日産FCレディース                             | 神奈川県横浜市 | 5位      |                                          |
| フジタ天台SCマーキュリー                     | 神奈川県平塚市 | 10位     |                                          |
| 鈴与清水FCラブリーレディース                 | 静岡県清水市   | 2位      |                                          |
| プリマハムFCくノ一                           | 三重県伊賀町   | 3位      |                                          |
| 松下電器レディースサッカークラブ・バンビーナ | 大阪府高槻市   | 9位      |                                          |
| 旭国際バニーズ                               | 兵庫県宝塚市   | 8位      |                                          |
| 田崎神戸レディーズ                           | 兵庫県神戸市   | 6位      |                                          |

## 成績

### リーグ戦
○：勝利　△：引き分け　●：敗戦
| 順位 | チーム                                    | 読売      | 鈴与      | 日興      | 松下      | プリマ    | 旭国際    | 日産      | フジタ     | 新光      | 田崎      | 勝点 | 勝 | 分 | 敗 | 得点 | 失点 | 得失差 |
| ---- | ----------------------------------------- | --------- | --------- | --------- | --------- | --------- | --------- | --------- | ---------- | --------- | --------- | ---- | -- | -- | -- | ---- | ---- | ------ |
| 1位  | 読売日本サッカークラブ女子 ベレーザ       | ＼        | ○4-1 △0-0 | ○3-2 △1-1 | ○1-0 ○3-0 | ○2-1 ○7-0 | ○3-1 ○2-1 | ○2-0 ○1-0 | ○7-1 ○5-0  | ○4-1 ○5-0 | ○4-0 ○3-0 | 34   | 16 | 2  | 0  | 57   | 8    | +49    |
| 2位  | 鈴与清水FC ラブリーレディース             | ●1-4 △0-0 | ＼        | ○2-1 ●2-3 | ○1-0 ○2-0 | △0-0 ○2-0 | ○4-1 ○4-0 | ○3-0 ○6-2 | ○6-0 ○5-10 | ○3-0 ○6-0 | ○1-0      | 30   | 14 | 2  | 2  | 49   | 12   | +37    |
| 3位  | 日興證券女子サッカー部 ドリームレディース | ●2-3 △1-1 | ●1-2 ○3-2 | ＼        | ○3-2 ●0-1 | ○3-0 △1-1 | ○1-0 ○4-0 | ○2-1 ○2-0 | ○9-1 ○1-0  | ○5-0 ○8-1 | ○4-0 ○1-0 | 28   | 13 | 2  | 3  | 51   | 15   | +36    |
| 4位  | 松下電器LSCバンビーナ                     | ●0-1 ●0-3 | ●0-1 ●0-2 | ●2-3 ○1-0 | ＼        | △0-0 ○2-1 | ●0-1 ○2-0 | △0-0 ○4-0 | ○3-0 ○3-1  | ○2-1 ○6-0 | ○8-0 ○5-2 | 22   | 10 | 2  | 6  | 38   | 16   | +22    |
| 5位  | プリマハムFCくノ一                        | ●1-2 ●0-7 | △0-0 ●0-2 | ●0-3 △1-1 | △0-0 ●1-2 | ＼        | ○3-0 ○2-1 | △1-1 ○2-0 | ○7-1 ○3-2  | ○4-0      | ○5-1 ○5-0 | 22   | 9  | 4  | 5  | 39   | 23   | +16    |
| 6位  | 旭国際バニーズ                            | ●0-3 ●1-2 | ●1-4 ●4-0 | ●0-1 ●0-4 | ○1-0 ●0-2 | ●0-3 ●1-2 | ＼        | ●0-1 △1-1 | ○3-2 ○1-0  | ○3-2 ○4-1 | ○2-0 △2-2 | 14   | 6  | 2  | 10 | 20   | 34   | -14    |
| 7位  | 日産FCレディース                          | ●0-2 ●0-1 | ●0-3 ●2-6 | ●1-2 ●0-2 | △0-0 ●0-4 | △1-1 ●0-2 | ○1-0 △1-1 | ＼        | △2-2 ○3-2  | △0-0 △1-1 | ○3-0 △1-1 | 13   | 3  | 7  | 8  | 16   | 30   | -14    |
| 8位  | フジタ天台SCマーキュリー                  | ●1-7 ●0-5 | ●0-6 ●1-5 | ●1-9 ●0-1 | ●0-3 ●1-3 | ●1-7 ●2-3 | ●2-3 ●0-1 | △2-2 ●2-3 | ＼         | ○2-0 △2-2 | △0-0 ○2-0 | 7    | 2  | 3  | 13 | 19   | 60   | -41    |
| 9位  | 新光精工FCクレール                        | ●1-4 ●0-5 | ●0-3 ●0-6 | ●0-5 ●1-8 | ●1-2 ●0-6 | ●0-4      | ●2-3 ●1-4 | △0-0 △1-1 | ●0-2 △2-2  | ＼        | ○2-1 △1-1 | 6    | 1  | 4  | 13 | 12   | 61   | -49    |
| 10位 | 田崎神戸レディース                        | ●0-4 ●0-3 | ●0-1      | ●0-4 ●0-1 | ●0-8 ●2-5 | ●1-5 ●0-5 | ●0-2 △2-2 | ●0-3 △1-1 | △0-0 ●0-2  | ●1-2 △1-1 | ＼        | 4    | 0  | 4  | 14 | 8    | 50   | -42    |

### 1992-93入替戦
| 1993年2月28日 |

| シロキFCセレーナ (JLSLチャレンジリーグ1位) | 0 - 0 | 田崎神戸レディース (JLSL最下位) |
|                                            |       |                                 |

| 豊田市運動公園, 豊田市 |

| 1993年3月7日 |

| 田崎神戸レディース | 1 - 2 | シロキFCセレーナ |
|                    |       |                  |

| 神戸総合運動公園ユニバー記念競技場, 神戸市 |

※田崎神戸レディースのJLSLチャレンジリーグ降格とシロキFCセレーナのJLSL昇格が決定。

## 個人成績
出典：
- 最優秀選手：高倉麻子（読売ベレーザ）
- 最多得点：リンダ・メダレン（日興證券ドリームレディース）17点
- 最多アシスト：リンダ・メダレン（日興證券ドリームレディース）17点
- 敢闘賞：榊原千華（鈴与清水FC）、李艶杰（松下電器LSCバンビーナ）、キャリー・セアウェトニク（フジタ天台マーキュリー）、澤穂希（読売ベレーザ）
- ヤングプレーヤー賞：森本佑子（プリマハムFCくノ一）
- 特別賞：リンダ・メダレン（日興證券ドリームレディース）、竹本一彦（読売ベレーザ監督）
- ベストイレブン
  - GK：小野寺志保（読売ベレーザ）
  - DF：島村千亜紀（読売ベレーザ）、馬李（松下電器LSCバンビーナ）、山口小百合（鈴与清水FC）、宇野涼子（読売ベレーザ）
  - MF：高倉麻子（読売ベレーザ）、周台英（鈴与清水FC）、
  - FW：リンダ・メダレン（日興證券ドリームレディース）、孫慶梅（松下電器LSCバンビーナ）、手塚貴子（読売ベレーザ）